# 聖安德魯區 (巴巴多斯)
聖安德魯區位於巴貝多北部，與聖盧西、聖彼得區、聖詹姆斯區、聖托馬斯區、聖約瑟夫區等區相鄰。
1. ↑  iso:code:3166:BB, International Organization for Standardization